# Mundeu maculicollis
Mundeu maculicollis – gatunek chrząszcza z rodziny kózkowatych i podrodziny zgrzypikowych. Jedyny przedstawiciel rodzaju Mundeu.

## Zasięg występowania
Ameryka Południowa, występuje w Gujanie Francuskie oraz na północy Brazylii w stanach Amazonas i Pará.